# Hwang Kap-Sun

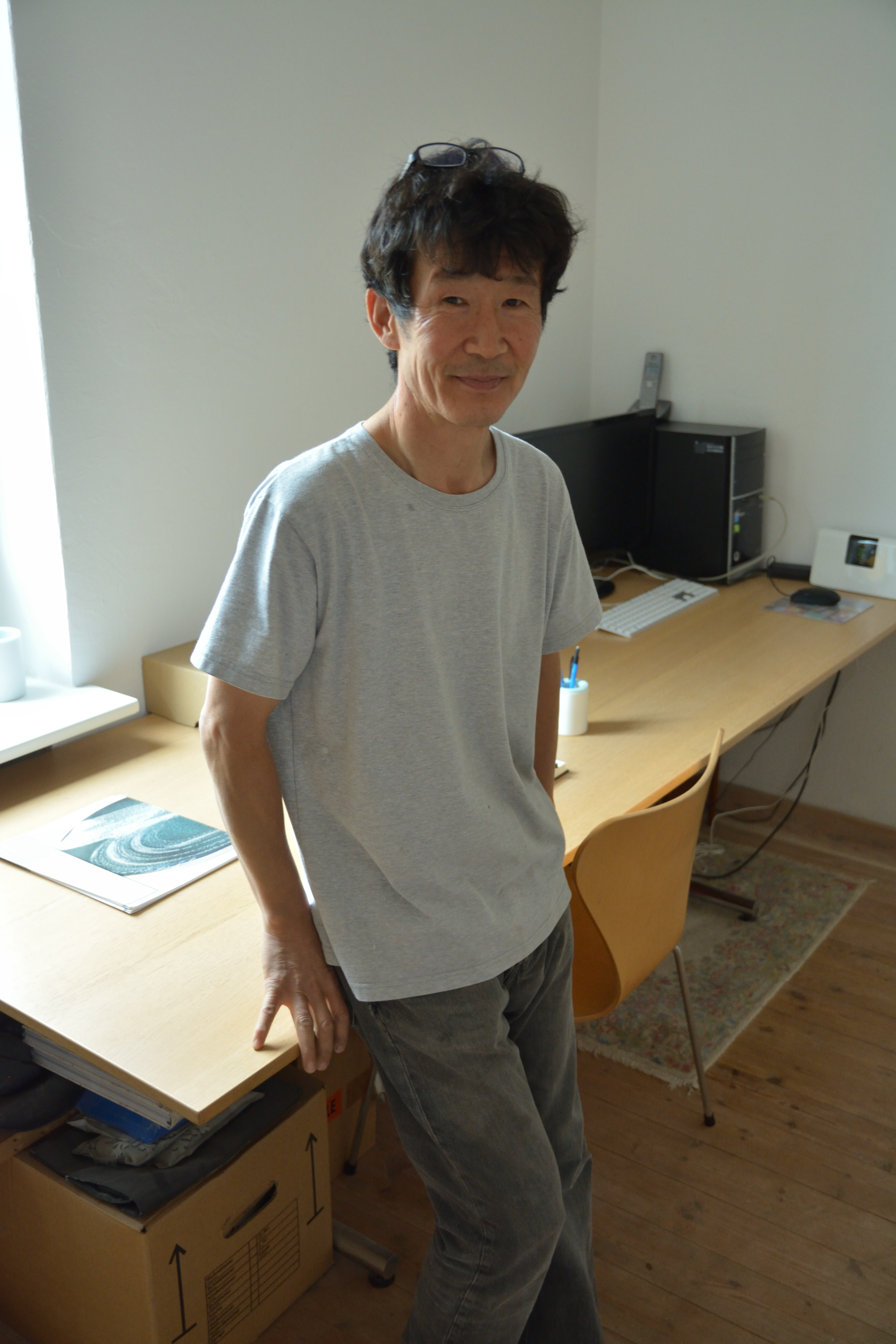
Hwang Kap-Sun in Kellinghusen (2018)

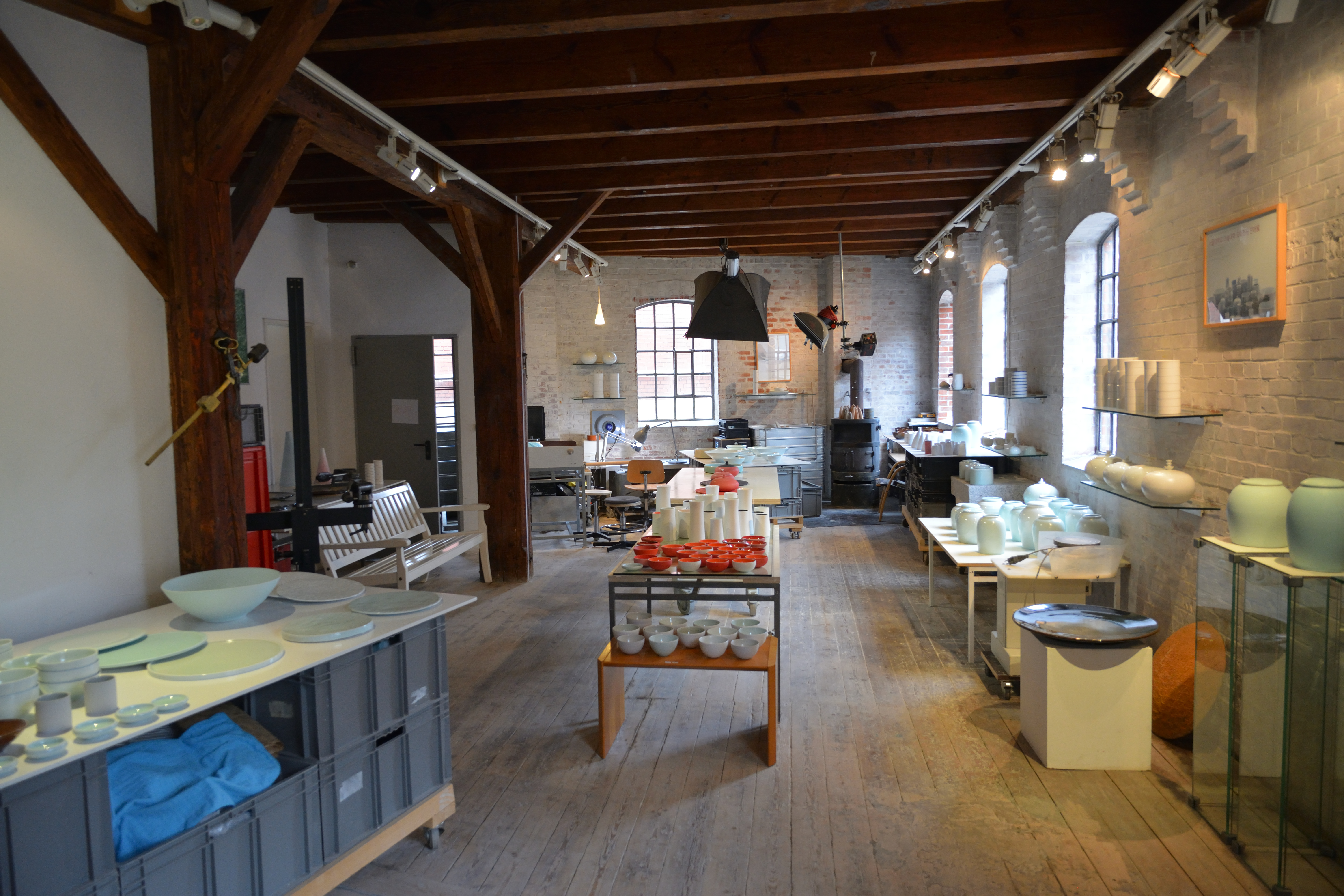
Werkstatt und Ausstellungsraum von Hwang Kap-Sun in Kellinghusen

Hwang Kap-Sun (* 1963 in Seoul) ist ein südkoreanischer Keramikkünstler und Professor für Keramik am College of Fine Arts,  Faculty of Crafts & Design an der Seoul National University.

## Leben
Nach seiner schulischen Ausbildung in Seoul begann er 1983 ein Keramikstudium an der Seoul National University. Erste Berührungen mit dem Werkstoff Porzellan erhielt er in der Porzellanmanufaktur seines Großonkels, in der koreanisches Porzellan mit Eisenmalerei nach alten Vorbildern hergestellt wurde. Unzufrieden mit der Ausrichtung der Keramikausbildung in Südkorea und inspiriert von einer Ausstellung über deutsche Studiokeramik in Seoul, entschloss sich Hwang Kap-Sun sein Studium in Deutschland fortzusetzen. Nach kurzem Aufenthalt in Indien bereitete er seine Übersiedelung durch Sprachreisen nach Deutschland vor.
Nach seiner Umsiedelung setzte er 1991 sein Keramikstudium an der Muthesius-Kunsthochschule in Kiel bei Johannes Gebhard fort. Während seines Studiums experimentierte Hwang mit verschiedenen Glasuren. 1998 legte er seine Diplomarbeit über Steinzeugarbeiten vor. Nach Abschluss des Studiums fertigte er Entwürfe als freier Mitarbeiter an der Staatlichen Porzellan-Manufaktur Meissen an. Während dieser Zeit entwarf er über 250 Gefäße mit einfachen Streifenmustern, die er aus durchgefärbten Porzellanmassen zusammensetzte oder farbigen Schlickern erzeugte.
Im Jahr 2000 wurde Hwang Kap-Sun als Gastprofessor an die National Academy of Fine Arts in Hang-Zhou (China) berufen. Gemeinsam mit seiner Frau Kang Si-Sook gründete er 2001 eine eigene Werkstatt in Kellinghusen. Im gleichen Jahr begann seine Zusammenarbeit mit der Porzellanmanufaktur Fürstenberg. Zunächst musste er erst Erfahrungen mit der Fürstenberger Porzellanmasse machen, die sich in der Verarbeitung wesentlich von der Meißner Porzellanmasse unterscheidet. Für seine erste Arbeit für die Porzellanmanufaktur Fürstenberg – die Schalenserie QI – fertigte er 700 Versuche für die Seladon-Innenglasur der Schalen an. Die Schalenserie QI wurde 2003 für ihre Haptik und ihre gelungene Verbindung zwischen der Tradition von europäischem Porzellan und asiatischer Seladon-Glasur mit dem Red Dot Design Award ausgezeichnet.
In den folgenden Jahren fertigte er für die Porzellanmanufaktur Fürstenberg Entwürfe für Schalen, Vasen sowie für das Speise- und Kaffeeservice AURÉOLE an. Gleichzeitig entwickelte er gemeinsam mit Fürstenberg eine Vielzahl von modernen, gut einsetzbaren Glasuren für Porzellangefäße. Im Jahr 2003 erhielt er eine Professur an der Seoul National University, an der er seit dieser Zeit die Keramikklasse am College of Fine Arts leitet. Hwang Kap-Sun fasste seine Forschungsergebnisse über Glasuren und Porzellanmassen in einer Datenbank zusammen, die seinen Studenten zur Verfügung steht und die sie zur Weiterentwicklung nutzen können.
Seine Keramik- und Porzellanentwürfe wurden in verschiedenen nationalen und internationalen Ausstellungen gezeigt und mit zahlreichen Designpreisen ausgezeichnet. Hwang Kap-Sun ist Mitglied der Internationalen Akademie für Keramik AIC. Seit 2014 leitet er als Direktor das Yanggu Porcelain Research Center.
Seine Werke werden in verschiedenen Keramik- und Designmuseen gezeigt, u. a. im Museum für Kunst und Gewerbe Hamburg, im Grassi Museum für Angewandte Kunst (Leipzig), im Museum für Angewandte Kunst (Frankfurt am Main), in der Staatliche Porzellan-Manufaktur Meissen, im Keramik-Museum Berlin, im Landesmuseum Württemberg (Stuttgart), im Museum Kellinghusen, im Museum der Porzellanmanufaktur Fürstenberg und im Chiwoo Craft Museum (Seoul).

## Auszeichnungen (Auswahl)
- World Ceramic Exposition, Bronzemedaille, 2001
- Justus-Brinckmann-Preis, Museum für Kunst und Gewerbe, 2002
- Red Dot Design Award für die Schalenserie QI, 2003
- Preis KulturAktuell des Landeskulturverbands Schleswig-Holstein, 2003
- Red Dot Design Award für die Vasenserie TAO, 2005
- Deutscher Designpreis für die Schalenserie TAO, 2006 (Nominierung)
- Diessener Keramikpreis, 2007
- Grassipreis, Leipzig, 2008
- Bayerischer Staatspreis für besondere gestalterische und technische Spitzenleistungen im Handwerk, 2010
- Red Dot Design Award, honourable mention, für das Service Auréole, 2014

## Ausstellungen (Auswahl)
- Kap-Sun Hwang – Koreanische Keramik | Korean ceramics;  Internationales Keramik-Museum Weiden (Neue Sammlung des Internationalen Design Museum München) 2012[5]
- Von Fürstenberg nach Asien, 2012
- Kap-Sun Hwang und seine Schüler, München 2016

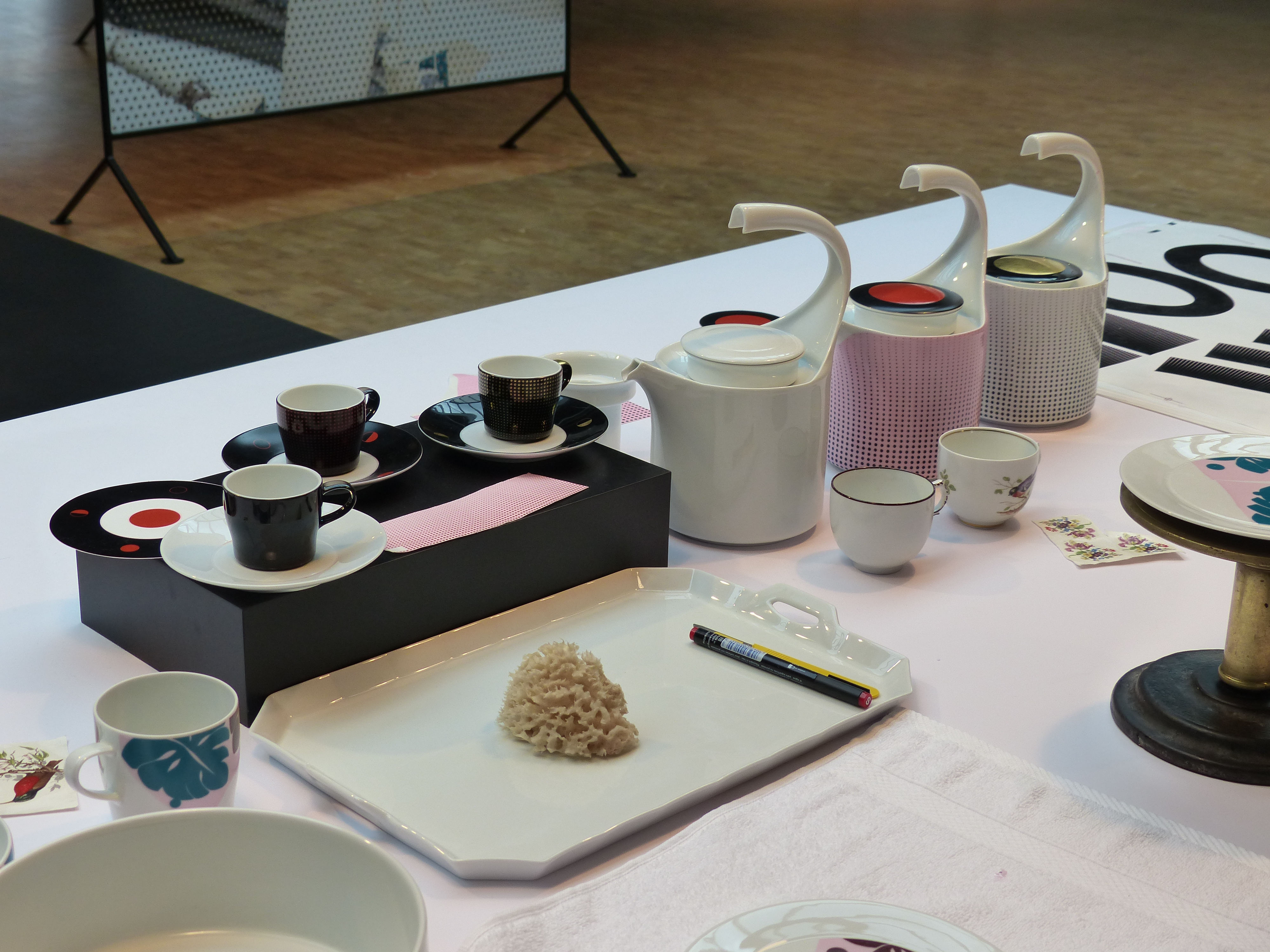
Schauwerkstatt im Museum der Porzellanmanufaktur Fürstenberg: Form AUREOLE beim Dekorieren

## Werke (Auswahl)
- Schalenset QI, Porzellanmanufaktur Fürstenberg, 2003
- Vasenserie TAO, Porzellanmanufaktur Fürstenberg, 2005
- Vasenserie ZENDO, Porzellanmanufaktur Fürstenberg, 2005
- Staffelstab – Trophäe für den Verlag Deutsche Standards Editionen, 2011
- zylindrisches Vasenset mit Farbstreifen (gedreht, geschnitten, montiert), 2012
- Geschirrserie AUREOLE, Porzellanmanufaktur Fürstenberg, 2014